# 荣誉称号 (中华人民共和国)
- 關於现行荣誉称号制度中最高级荣誉称号，請見「国家荣誉称号」。
- 關於中国人民解放军自建军以来实施的军事荣誉制度，請見「荣誉称号 (中国人民解放军)」。

荣誉称号是中华人民共和国政府机关授予个人或集体的荣誉奖励，是表彰工作绩效突出的个人或单位的一种精神奖励，同时也是地方政府表彰地方上见义勇为的公民个人的精神或物质奖励。

## 历史
在2017年党和国家功勋荣誉表彰制度体系建成前，《中华人民共和国宪法》和一些相关的法律对授予荣誉称号的办法制定了原则性的方案，主要分为几个方面：
- 国家荣誉称号：《中华人民共和国宪法》第六十七条和第八十条规定由中华人民共和国主席根据全国人民代表大会常务委员会的决定授予[1][2]，换言之其它中央级政府机关没有授予国家荣誉称号的权力。
- 国家级荣誉称号：由中共中央、全国人大、国务院等授予。
- 地方各级荣誉称号：《中华人民共和国地方各级人民代表大会和地方各级人民政府组织法》第四十四条规定县级以上的地方级荣誉称号由地方各级的人大常委会决定授予。[3]
- 军队荣誉称号：军人个人和单位的荣誉称号由中央军委根据《中国人民解放军纪律条令》的条件决定授予。[4][5]
- 人民警察荣誉称号：人民警察个人和集体的荣誉称号由公安机关根据《中华人民共和国人民警察法》的条件决定授予。[6]
- 卫生系统荣誉称号：全国卫生系统集体和个人荣誉称号根据《全国卫生系统荣誉称号暂行规定》的条件决定授予。[7]
- 公务员荣誉称号：公务员个人及集体的荣誉称号根据《中华人民共和国公务员法》和《公务员奖励规定（试行）》的条件决定授予。[8][9]
- 人民群众的荣誉称号：人民群众的荣誉称号没有全国统一的规定，授予条件由地方人民政府自行规定。

2015年12月14日，中共中央政治局会议审议通过了《关于建立健全党和国家功勋荣誉表彰制度的意见》。2015年12月25日，中共中央印发了《关于建立健全党和国家功勋荣誉表彰制度的意见》。2015年12月27日，第十二届全国人民代表大会常务委员会第十八次会议通过了《中华人民共和国国家勋章和国家荣誉称号法》，设立国家荣誉称号。该法自2016年1月1日起施行。2016年4月，中共中央决定成立党和国家功勋荣誉表彰工作委员会，“负责统筹协调党和国家功勋荣誉表彰工作”。2017年7月，由党和国家功勋荣誉表彰工作委员会制定的《中国共产党党内功勋荣誉表彰条例》、《国家功勋荣誉表彰条例》、《军队功勋荣誉表彰条例》、《“共和国勋章”和国家荣誉称号授予办法》、《“七一勋章”授予办法》、《“八一勋章”授予办法》、《“友谊勋章”授予办法》，已经中共中央批准实施。党和国家功勋荣誉表彰制度体系至此确立。该制度体系包括勋章、荣誉称号、表彰奖励、纪念章四个层次，其中荣誉称号分为：
- 国家荣誉称号：根据《中华人民共和国国家勋章和国家荣誉称号法》及《国家功勋荣誉表彰条例》、《“共和国勋章”和国家荣誉称号授予办法》，授予在经济、社会、国防、外交、教育、科技、文化、卫生、体育等各领域各行业作出重大贡献、享有崇高声誉的杰出人士[12]。一般冠以“人民”等称谓，例如“人民英雄”、“人民卫士”、“人民科学家”、“人民艺术家”、“人民教育家”等[14]。
- 中共中央、国务院、中央军委授予的荣誉称号：根据《中国共产党党内功勋荣誉表彰条例》、《国家功勋荣誉表彰条例》、《军队功勋荣誉表彰条例》，授予在协调推进“四个全面”战略布局、建设和捍卫中国特色社会主义中作出突出贡献、具有崇高精神风范，以及在抢险救灾、处置突发事件或完成重大专项任务等工作中表现特别突出、事迹特别感人的个人和集体[14]。

2019年9月17日，国家主席习近平签署主席令，根据十三届全国人大常委会第十三次会议《全国人大常委会关于授予国家勋章和国家荣誉称号的决定》，授予42人国家勋章和国家荣誉称号，其中有28人获得国家荣誉称号。

## 荣誉称号一览

### 国家级荣誉称号
- 中华人民共和国名誉主席（1981年5月16日全国人大常委会授予宋庆龄）
- 中华人民共和国国家荣誉称号
  - 人民科学家
  - 人民教育家
  - 人民艺术家
  - 人民英雄
  - 人民楷模
  - 民族团结杰出贡献者
  - “一国两制”杰出贡献者
  - 外交工作杰出贡献者
  - 文物保护杰出贡献者
- 改革开放杰出贡献人员
- 烈士
- 全国劳动模范
- 全国新长征突击手
- 全国优秀团干部
- 全国优秀学生干部
- 全国三八红旗手
- 全国道德模范
- 其它国家级荣誉称号

### 省（自治区、直辖市）级荣誉称号
- 省（自治区、直辖市）特级劳动模范
- 省（自治区、直辖市）级劳动模范
- 省（自治区、直辖市）级劳动英雄
- 省（自治区、直辖市）级先进生产者
- 省（自治区、直辖市）级优秀党员
- 省（自治区、直辖市）级优秀工会工作者
- 省（自治区、直辖市）级优秀工会积极分子
- 省（自治区、直辖市）级全国技术协作能手
- 省（自治区、直辖市）级新长征突击手
- 省（自治区、直辖市）级优秀团干部
- 省（自治区、直辖市）级三八红旗手
- 省（自治区、直辖市）级优秀知识分子
- 省（自治区、直辖市）级三好学生
- 省（自治区、直辖市）级优秀毕业生
- 省（自治区、直辖市）级其他荣誉称号

### 部（委）级荣誉称号
- 部（委）级劳动模范
  - 全国公安系统一级英雄模范
  - 全国公安系统二级英雄模范
- 部（委）级劳动英雄
- 部（委）级先进生产者
- 部（委）级优秀党员
- 部（委）级新长征突击手
- 部（委）级优秀团干部
- 部（委）级三八红旗手
- 部（委）级优秀知识分子
- 部（委）级三好学生
- 部（委）级优秀毕业生
- 部（委）级其他荣誉称号

### 地（市、厅、局）级荣誉称号
- 地（市、厅、局）级劳动模范
- 地（市、厅、局）级先进工作者
- 地（市、厅、局）级优秀党员
- 地（市、厅、局）级优秀工会工作者
- 地（市、厅、局）级新长征突击手
- 地（市、厅、局）级优秀团干部
- 地（市、厅、局）级三八红旗手
- 地（市、厅、局）级优秀知识分子
- 地（市、厅、局）级三好学生
- 地（市、厅、局）级优秀毕业生
- 地（市、厅、局）级其他荣誉称号

### 区（县、局）级荣誉称号
- 区（县、局）级劳动模范
- 区（县、局）级先进工作者
- 区（县、局）级优秀党员
- 区（县、局）级优秀工会工作者
- 区（县、局）级优秀工会积极分子
- 区（县、局）级全国技术协作能手
- 区（县、局）级新长征突击手
- 区（县、局）级优秀团干部
- 区（县、局）级三八红旗手
- 区（县、局）级优秀知识分子
- 区（县、局）级其他荣誉称号

### 基层事业单位荣誉称号
- 基层事业单位先进工作者
- 基层企事业单位优秀党员
- 院校三好学生
- 院校优秀毕业生
- 基层企事业单位其他荣誉称号

### 荣誉奖章
- 五一劳动奖章
- 一级劳动模范奖章
- 二级劳动模范奖章
- 一等功奖章
- 二等功奖章
- 三等功奖章
- 优秀毕业生奖章
- 其他荣誉称号